# 天羽々矢
天羽々矢（あめのはばや）は、記紀神話に現れる矢。天之波波矢（あめのははや）、天之加久矢（あめのかくや）、天真鹿児矢（あめのまかごや）、とも表記される。
高皇産霊神（たかみむすひのかみ）が、天若日子を葦原中国（あしはらのなかつくに）に下す際に、天之麻迦古弓（あめのまかこゆみ）と共に天若日子に与えた（詳しい経緯は葦原中国平定を参照）。
天孫降臨で『古事記』では天真鹿児矢として現れる。『日本書紀』は複数の異伝を記すが、一書第四で天羽々矢が現れる。
『日本書紀』では東征に臨む神武天皇に対し、長髄彦（ながすねひこ）は饒速日命（にぎはやひのみこと）が所持する天羽々矢を示し、自分が天津神に仕えていることを証明するが、饒速日命の手によって殺害される。